# Brecknockshire

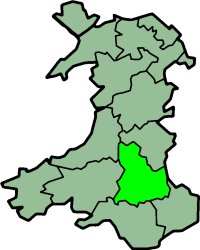
Brecknockshires läge i Wales.

Brecknockshire (walesiska Sir Frycheiniog) är ett traditionellt grevskap i södra delen av Wales. År 1974 gick det upp i Powys.
Grevskapets huvudstad var Brecon (äldre namn Brecknock). Vid 1900-talets början var huvudnäringen boskapsskötsel, därnäst åkerbruk och bergsbruk.